# Javier Igea Sáiz Marín
Javier Igea Sáiz Marín más conocido como Javier Marín (Cintruénigo, Navarra, 15 de noviembre de 1992) es un torero español.

## Biografía
Tomó la alternativa en la plaza de toros de Tudela el 29 de julio de 2017 con Francisco Rivera "Paquirri" de padrino y Juan Bautista de testigo y toros de Valdefresno.